# 아기종벌레 포포
아기 종벌레 포포 (Bellbug POPO)는 신동준 작가의 "종벌레아저씨 이야기"를 원작으로 하는 픽토스튜디오가 제작한 2~4세 영유아용 52부작 국산 애니메이션이다.
2013년에 KBS 1TV에서 방영되었다.

## 등장인물
- 포포
- 짱아
- 빠삐 뚜기 코코
- 깨비 카카 츄츄 왕구 사마
- 꼬물이 지지 구리

## 목소리 출연
- 배수림 - 포포
- 김설린 - 짱아
- 서유리 - 빠삐 뚜기 코코
- 강수진 - 깨비 카카 츄츄 왕구 사마
- 신소윤 - 꼬물이 지지 구리